# Jo Min-soo
Jo Min-soo (조민수, née le 29 janvier 1965 à Séoul) est une actrice sud-coréenne principalement connue pour son rôle dans le film Pieta de Kim Ki-duk.

## Filmographie
- 2012 : Pieta de Kim Ki-duk
- 2018 : The Witch: Part 1. The Subversion (마녀) de Park Hoon-jung : le docteur Baek